# Viktor Gísli Hallgrímsson
Viktor Gísli Hallgrímsson (født 24. juli 2000 i Reykjavik, Island) er en islandsk håndboldspiller, som har spillet i GOG og på Islands herrehåndboldlandshold og nu spiller for det franske hold, HBC Nantes.
Han deltog under EM i håndbold 2020 i Sverige/Østrig/Norge.